# ويليام دونكان سميث
ويليام دونكان سميث (بالإنجليزية: William Duncan Smith)‏ هو عسكري أمريكي، ولد في 28 يوليو 1825 في أوغستا في الولايات المتحدة، وتوفي في 4 أكتوبر 1862 في تشارلستون في الولايات المتحدة.